# جری اوکانل
 جری اوکانل(به انگلیسی: Jerry O'Connell) (زاده ۱۷ فوریه ۱۹۷۴) بازیگر آمریکایی است.
از فیلم‌های معروف او می‌توان به بازی در فیلم ورونیکا مارس، تامکتس، ایستگاه فضایی ۷۶، خرید گاو، وحشت شیطانی، گونه‌های در حال انقراض، کودک حمل می‌شود و ما مرد هستیم اشاره کرد.